# Acanthocephalus amplexifolius
Acanthocephalus amplexifolius là một loài thực vật có hoa trong họ Cúc. Loài này được Kar. & Kir. mô tả khoa học đầu tiên năm 1842.